# Schmielickendorf
Schmielickendorf war ein Dorf ostnordöstlich von Jüterbog im Landkreis Teltow-Fläming in Brandenburg.

## Geografische Lage
Das mittelalterliche Dorf lag in etwa an der Stelle, an der der Weg von Schmielickendorf nach Riesdorf die Straße von Jänickendorf nach Charlottenfelde kreuzt. Die Fläche liegt im Jahr 2023 im Naturschutzgebiet Heidehof-Golmberg und wird als Schmielickendorfer Heide bezeichnet Nordöstlich hiervon liegen die 136,2 m ü. NHN Meter hohen Hirseberge. Dort existierte die Alte Dorfstelle Schmielickendorf. Zwischen der Erhebung und der Heide verläuft im Jahr 2023 von Westen kommend die Bundesstraße 115 in östlicher Richtung.

## Geschichte

### 14. und 15. Jahrhundert
Die Siedlung erschien erstmals urkundlich im Jahr 1342 als Smylkendorf und befand sich zunächst im unmittelbaren Besitz des Erzbischofs. Im genannten Jahr kam sie in den Pfandbesitz der Gebrüder Krull auf Stülpe. Vor 1368 erhielt die Familie Groning in smylikendorp die Hebungen aus einer Hufe mit einem Ertrag von zwei Scheffel Roggen und zwei Scheffel Hafer (1368), bevor dieser Anteil an den Landesherren bzw. das Amt fiel. Die Hebungen aus zwei wüsten Hufen erhielt vor 1368 bis nach 1373 der Richter von Zeuden aus Jüterbog. Der Ertrag belief sich „einst“ 1368 auf vier Scheffel Roggen und vier Scheffel Hafer. Neben diesen zwei wüsten Hufen könnte das Dorf daher bereits 1368 vollständig wüst gewesen sein. Es erschien 1383 erneut als Dorf (villa), 1390 als Kirchdorf, als ein plebanus in smilekendorp (in Jüterbog) auftrat – es war zu der Zeit demnach Mutterkirche. Ein Schulte aus Schmielickendorf wurde 1419 in Jüterbog genannt. Um 1450 wurde das Dorf zur Tochterkirche von Stülpe herabgestuft. Bis 1446 waren die von Torgau aus Zossen im Besitz von smylekendorff, anschließend übernahmen bis 1537 die von Schlieben das Dorf. Der Richter und zwei Lehnleute gaben der Frau von Schlieben als Leibgedinge im Jahr 1547 jeder Geld. Sie erhielt außerdem von sechs Einwohnern je acht Scheffel Korn, acht Scheffel Hafer, ein Huhn und Geld. Um 1500 wurde Schmielickendorf erneut als wüst bezeichnet (die wuste dorfstad Smilkendorf, 1497), war aber 1516 wohl wieder besetzt, gleichwohl die Bezeichnung immer noch auf eine wüste Siedlung hinwies (Smilekendorff ist wuste).

### 16. Jahrhundert
Schmielickendorf kam im Jahr 1537 in den Besitz der von Hacke (Hake). Für 1562 und 1584 sind 14 Hauswirte überliefert, ebenso aus der Zeit um 1600. Eine Pfarrhufe gab es 1562, die vom Pfarrer jedoch zur Pacht übergeben worden war. Er erhielt vier Scheffel Roggen, vier Scheffel Hafer sowie 18 Scheffel Roggen von der Gemeinde. Hinzu kamen 1 ½ Scheffel vom Windmüller. Der Küster bekam drei Scheffel Roggen und 14 Brote; der Kirche standen zwei Hufen zu, auf denen jährlich vier Scheffel Roggen und vier Scheffel Hafer gewonnen wurden. Eine Statistik aus dem Jahr 1609 wies gar zehn Hufner und drei Kossäten aus, darunter einen Müller. Offenbar war es den von Hacke gelungen, das Dorf zu beleben. Im Frieden lebten im Jahr 1642 im Dorf zehn Hufner und zwei Kossäten. Sie verkauften das Dorf 1648 an das Gut Stülpe, welches als große Herrschaft durch die Familie von Rochow übernommen wurde, namentlich durch den Oberst Hans XIV. von Rochow-Plessow. Nach dem Dreißigjährigen Krieg wurden große Flächen, darunter auch in Schmielickendorf, wieder aufgeforstet. Zum Ende des 17. Jahrhunderts kam es zu einem Streit um die Steuerfreiheit der wüsten Feldmark.

### 17. und 18. Jahrhundert
Adam Ernst II. von Rochow übernahm im Jahr 1738 das Gut Stülpe und trat somit spät endgültig das Erbe seines bereits 1705 früh verstorbenen Vater Adam Ernst I. von Rochow an. Unter seiner Leitung entstand bis 1754 das neue Gutshaus Stülpe; zur Vorbereitung der Arbeiten entstand im genannten Jahr in Schmielickendorf eine Sägemühle. Eine Statistik aus dem Jahr 1749 führte zehn Vollspänner, drei Kossäten und eine Fläche von mittlerweile 20 Hufen auf. Stülpe mit Holbeck, Ließen und Schmielickendorf gehörte Mitte des 18. Jahrhunderts einer Rochowschen Erbengemeinschaft, dann ab 1760 dem dritten Sohn des Stülper Schlosserbauers, Adolf Friedrich von Rochow. Ein Vorwerk mit Schäferei erschien erstmals 1775 mit der Bezeichnung Schmilickendorf. Für 1791 wurden sieben Hausleute oder Einlieger, ein Verwalter und sieben Feuerstellen (=Haushalte) gezählt. Im Jahr 1801 gab es ein Vorwerk und eine Schäferei mit fünf Büdnern, einem Förster, 25 Lehnhufen und mittlerweile 19 Feuerstellen.

### 19. und 20. Jahrhundert
Anfang des 19. Jahrhunderts war der Leutnant im 2. Leibhusaren-Regiment Rochus von Rochow der Rittergutsbesitzer; das Gut Schmielickendorf selbst wurde erstmals 1837 genannt (dazu sechs Wohnhäuser). Er starb bereits jung am 6. Dezember 1819 und das Gut Stülpe mit Schmielickendorf fiel zusammen mit anderen Dörfern an den Plessower Vetter Adolf von Rochow, der hier einflussreich fünfzig Jahre Gutsherr blieb. Dabei kam es zu einem Rezess zwischen den Brüdern Adolf Friedrich August und Hans Karl Dietrich von Rochow-Plessow, von dem auch das Vorwerk Schmielickendorf betroffen war. Schmielickendorf war im Jahr 1858 insgesamt 608 Morgen groß und bestand zu 6 Mg aus Gehöften, 2 Mg Gartenland und 600 Mg Acker. Es gab das Vorwerk sowie je sieben Wohn- und Wirtschaftsgebäude. Im Jahr 1861 erschien erstmals die Bezeichnung Schmielickendorf. 1869 sind für Schmielickendorf amtlich 73 Einwohner nachweisbar. Ab 1871 war Schmielickendorf ein Wohnplatz von Stülpe, in dem es nur noch vier Wohnhäuser gab. 1879 weist das General-Adressbuch der Rittergutsbesitzer der Provinz Brandenburg für Schmieligkendorf (damalige Schreibweise), als Teil der Gutsherrschaft Stülpe, gesondert 3528 ha aus. Eigentümer war der Generalmajor mit Wohnsitz in Berlin Wichard von Rochow-Stülpe. Von 1885 bis 1905 war es ein Wohnplatz des Gutes Stülpe; die Anzahl der Häuser sank auf drei Stück (1895).
Im Jahr 1901 übernahm Hans Wichard von Rochow das Gut vom Vater Rochus von Rochow, im Minorat stehend und bis zur Volljährigkeit des Erben unter Verwaltung des herrschaftlichen Oberförsters aus Stülpe sowie der Vormundschaft der Mutter, Margarethe von Rochow, geb. von Lücken. Nachdem zu Beginn des 20. Jahrhunderts im Dorf eine Försterei entstanden war, wurde diese zwischen 1907 und 1924 mit einem Telefonanschluss an die Oberförsterei Stülpe angeschlossen. Zwischen 1928 und 1931 wurde Schmielickendorf nach der neuen Kommunalverfassung mit der Gemeinde Stülpe vereinigt. In den Jahren 1931 und 1957 war Schmielickendorf ein Wohnplatz von Stülpe. In dieser Zeit erhielt Hans Wichard von Rochow im Jahr 1939 ein Darlehen, um zwei Werkwohnungen im Dorf umzubauen. Die Bewohnerschaft war eingekircht in Ließen. Mitte der 1950er Jahre verließen die letzten Bewohner, die Familie des vormaligen Rochowschen Hilfsförsters, die nur aus wenigen Gebäuden bestehende Siedlung.

## Bevölkerungsentwicklung
| Jahr      | 1791 | 1801 | 1817 | 1837 | 1858 | 1871 | 1885 | 1895 | 1905 | 1925 |
| Einwohner | 33   | 47   | 59   | 77   | 73   | 16   | 22   | 20   | 11   | 18   |